# Heidrun
 For alternative betydninger, se Bryggeriet Heidrun.
Heidrun er i nordisk mytologi en ged, der bor på taget af Valhal. Hun sladrer om alverdens begivenheder med egernet Ratatosk, budbringeren, der holder til på asken Yggdrasil. 
Heidruns yver giver mjød i rigelige mængder, der siver ned i en tønde i Valhal. Einherjerne kan drikke sig en pukkel til hver aften i Heidruns mjød til aftensmåltidet.